# 산마르코에반젤리스타
산마르코에반젤리스타(이탈리아어: San Marco Evangelista)는 이탈리아 캄파니아주 카세르타도에 있는 코무네이다. 나폴리로부터는 북동쪽으로 25km 카세르타에선 남쪽으로 4km 거리에 있다.